# Speocera javana
Speocera javana là một loài nhện trong họ Ochyroceratidae. Loài này phân bố ở Java.